# Métro de Madras
Le métro de Madras, ou métro de Chennai, est le réseau de métro de Madras (ou Chennai), agglomération de 7,5 millions d'habitants et capitale de l'État de Tamil Nadu située au sud de l'Inde sur la façade Est. Il compte deux lignes desservant quarante stations pour près de 54,15 km de réseau dont 26 km en souterrain et le reste en viaduc. La première ligne (« ligne bleue ») a été inaugurée en juin 2015 après six ans de travaux et la deuxième ligne (« ligne verte ») est entrée en servie en 2016. Les deux lignes ont été prolongées en plusieurs étapes entre 2016 et 2021. La construction de trois nouvelles lignes totalisant environ 119 km et desservant 126 stations est prévue.

## Historique

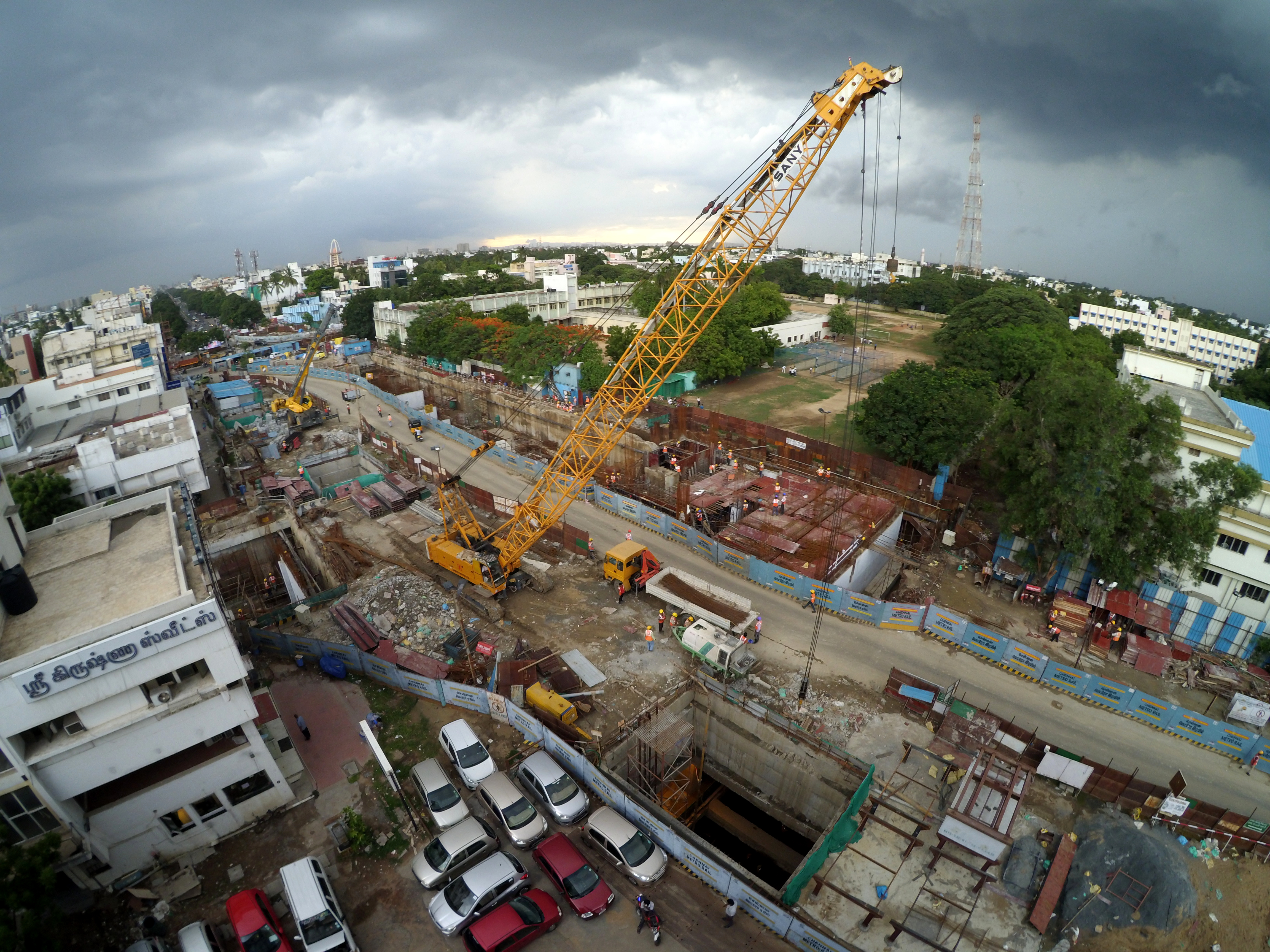
construction de la station souterraine Anna Nagar Est.

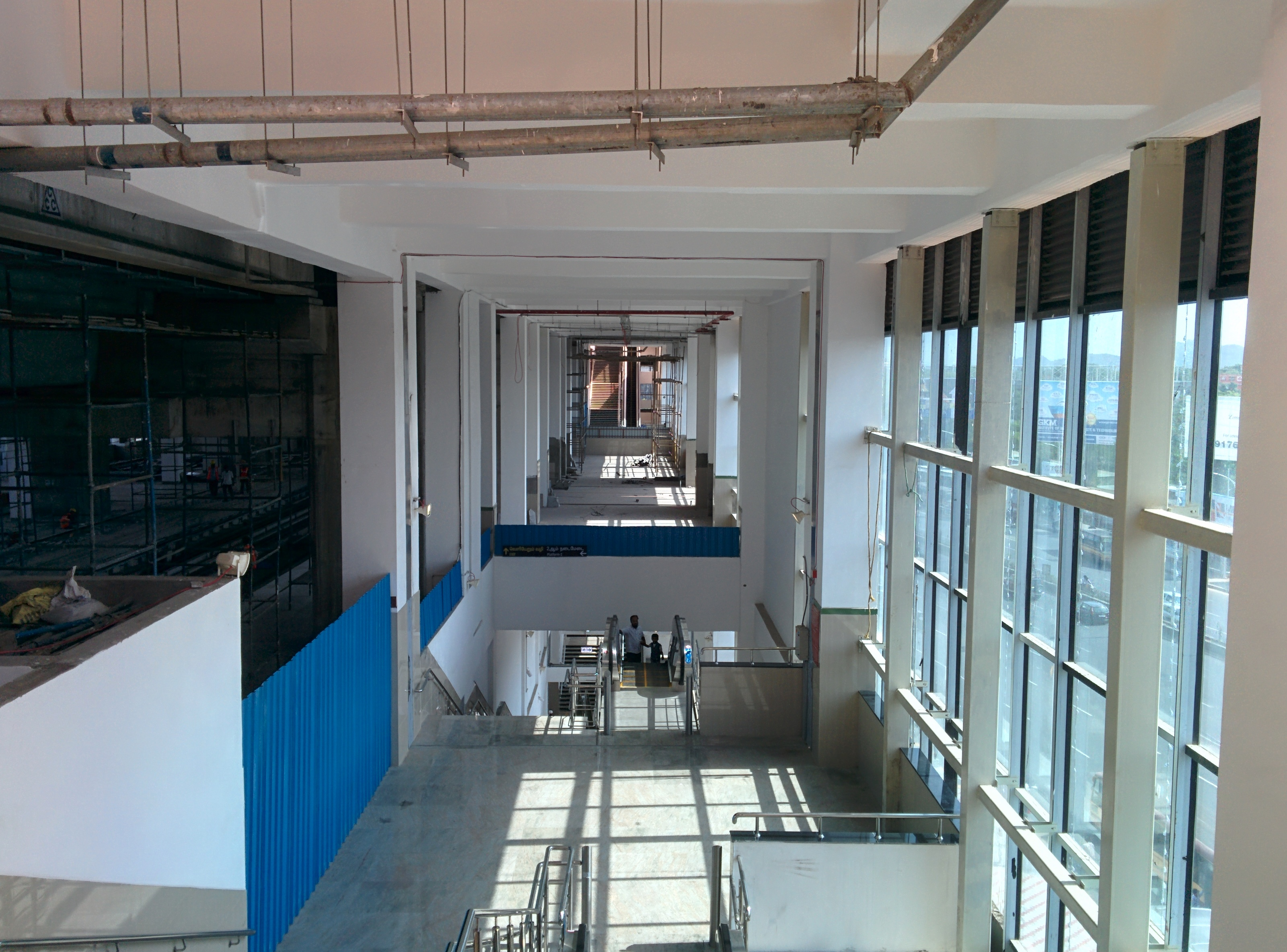
Escalators à la station Alandur.

### Contexte
La ville de Madras a une population d'environ 7,5 millions habitants en croissance constante. Elle dispose depuis les années 1930 d'un réseau de chemins de fer de banlieue comprenant trois lignes transportant quotidiennement 1,4 million de personnes en jour ouvré (2012). Ces lignes sont Chennai Central vers Gummidipundi (48 km, 16 stations), Chennai Central vers Arakkonam (69 km, 29 stations) et  Plage - Tambaram (30 km, 18 stations). Le système de transport essentiellement routier est saturé aux heures de pointe et à compter du début des années 1990 plusieurs études sont menées à la demande des autorités locales pour tenter d'y remédier.

### Lancement du projet
En 2003 une étude de faisabilité identifie sept corridors présentant un potentiel pour l'implantation d'une ligne de métro. À la demande du gouvernement de l'État de Tamil Nadu le bureau d'études de la société exploitant le métro de Delhi produit en 2007 un rapport détaillant  les tracés et les caractéristiques techniques. Une première phase portant sur la construction de deux lignes (lignes verte et bleue) totalisant 45,1 km est  approuvé par la commission du plan du gouvernement central en avril 2008. Selon les estimations, les deux lignes devaient transporter quotidiennement ensemble environ 750 000 passagers par jour en 2016 et le taux de croissance de la fréquentation est d'environ 5 % par an. Un emprunt est souscrit auprès des banques japonaises pour financer la réalisation des travaux de la première phase.

### Caractéristiques techniques de la phase 1 (projet)
Les lignes verte et bleue de la première phase doivent être en souterrain dans la partie dense de l'agglomération et en viaduc sur le reste du réseau. La partie souterraine réalisée principalement par des tunneliers est à une profondeur minimale de douze mètres. Une voie normale est choisie de préférence à la voie large en usage dans le réseau ferré indien pour être proche des standards mondiaux. Les rames circulent à une vitesse maximale de 80 km/h. La vitesse commerciale prévue est de 34 km/h. Les rames alimentées par caténaire en 25 kV comprennent quatre à six voitures climatisées avec une capacité maximale comprise entre 1 038 et 1 580 passagers. Le service doit être assuré 19 heures par jour (de 5 heures du matin à minuit). La construction de deux dépôts est prévue.

### Construction des lignes de la phase 1
La construction des lignes verte et bleue débute en 2009. De nombreuses sociétés étrangères sont impliquées : Alstom fournit les rames, Siemens les installations électriques, Nippon Signal la billetterie. Les tunneliers sont fournis principale par des entreprises allemandes. La réalisation de tunnels débute en juillet 2012. Le premier tronçon de la ligne bleu entre en service opérationnel le 21 septembre 2016 tandis que le premier tronçon de la ligne verte est ouvert le 29 juin 2015. Cinq prolongements sont inaugurés entre 2016 et 2019. 

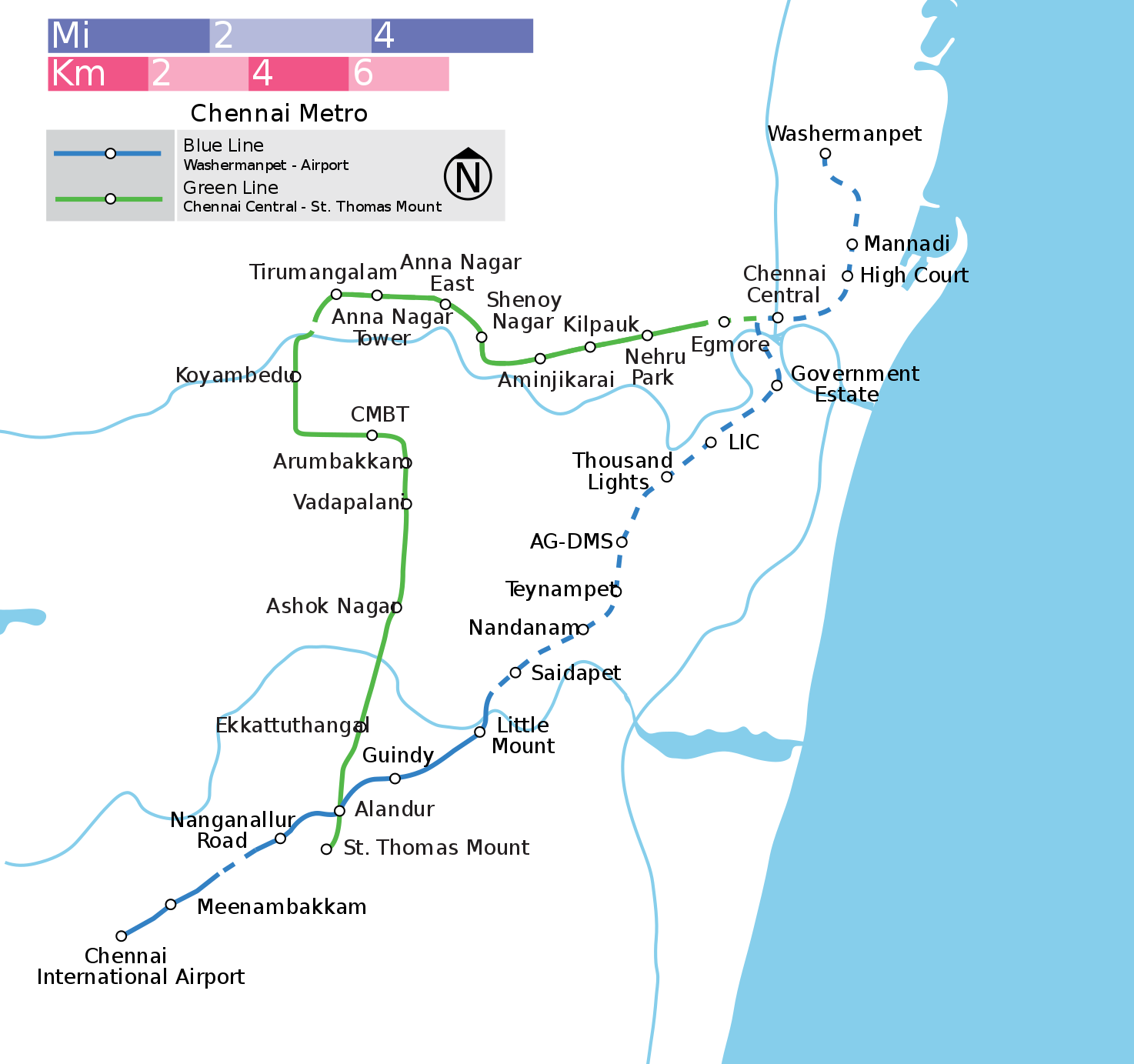
Plan des lignes verte et bleue.

### Deuxième phase
Une deuxième phase doit porter le réseau à trois lignes supplémentaires pour 104 km et 104 stations. Le projet est début 2019 en attente d'un accord des autorités centrales.
- Le Corridor 3, d'une longueur de  45,81 kilomètres de Madhavaram à SIPCOT, 26,7 kilomètres souterrains[3]
- Le Corridor 4 relie Light House à Poonamallee sur une distance de 26 km, 10 km souterrains.
- Le Corridor 5 long de 47 km connecte Madhavaram et Shollinganallur avec 5,8 km souterrains.

## Réseau
Le réseau de métro de Madras comprend début 2019 deux lignes -la ligne verte et la ligne bleue orientées sud-ouest/nord-est. Les deux lignes sont souterraines sur la partie desservant les zones les plus denses de l'agglomération (24 km) et sur viaduc sur le reste du tracé (22,1 km). Les deux lignes se croisent dans deux stations de correspondance : Central et Allandur. La signalisation est bilingue en tamoul (la langue parlée par les habitants de la ville) et en anglais, avec dans certaines stations des indications en sanskrit. Les quais des stations, desservies en 2019 par des rames de quatre voitures, sont suffisamment longues pour recevoir des rames de six voitures.
| Ligne       | Terminus         | Terminus                          | Date d'ouverture  | Date dernier prolongement | Longueur                                      | Nbre stations |
| ----------- | ---------------- | --------------------------------- | ----------------- | ------------------------- | --------------------------------------------- | ------------- |
| Ligne bleue | Wimco Nagar      | Aéroport international de Chennai | 21 septembre 2016 | 14 février 2021           | 32,15 km (16,6 km souterrain, 15,5 km viaduc) | 26            |
| Ligne verte | Station centrale | Mont Saint-Thomas                 | 29 juin 2015      | 10 février 2019           | 22 km (9,7 km souterrain, 12,3 km viaduc)     | 17            |
| TOTAL:      | TOTAL:           | TOTAL:                            | TOTAL:            | TOTAL:                    | 54,15                                         | 42            |

### Carte actuelle
La carte présente le réseau ferré de Madras dans son ensemble avec les trains suburbains de Madras (en) et le MRTS de Madras (en).

### Historique de l'évolution du réseau
Le réseau a été prolongé selon le calendrier suivant : 
- 29 juin 2015 : inauguration de la ligne verte :  Koyambedu - Alandur (10 km)
- 21 Sept 2016 inauguration de la ligne bleue -  Petit mont - Aéroport international de Chennai (8,6 km)
- 14 octobre 2016: prolongement de la ligne verte -  Alandur - Mont St. Thomas  (1,3 km)
- 14 mai 2017: prolongement de la ligne verte -   Koyambedu - Parc Nehru  (8 km)
- 25 mai 2018: prolongement de la ligne verte -   Parc Nehru   - Central (2,6 km)
- 25 mai 2018: prolongement de la ligne bleue -   Petit mont – AG-DMS (4,8 km)
- 10 février 2019: prolongement de la ligne bleue - AG-DMS - Washermanpet (9,7 km)
- 14 février 2021: prolongement de la ligne bleue - Washermanpet - Wimco Nagar (8,6 km)

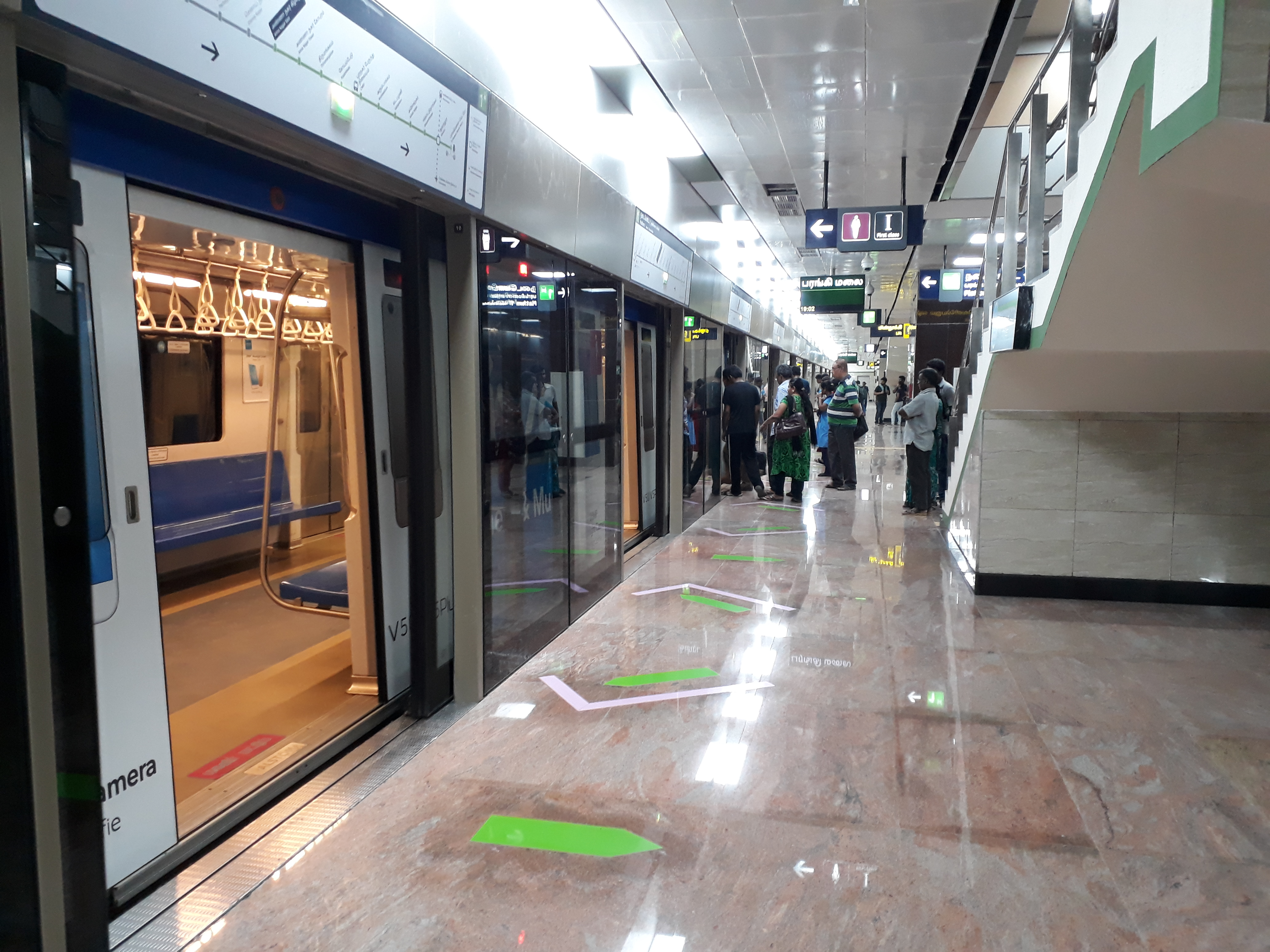
Station avec portes palières sur la ligne verte.
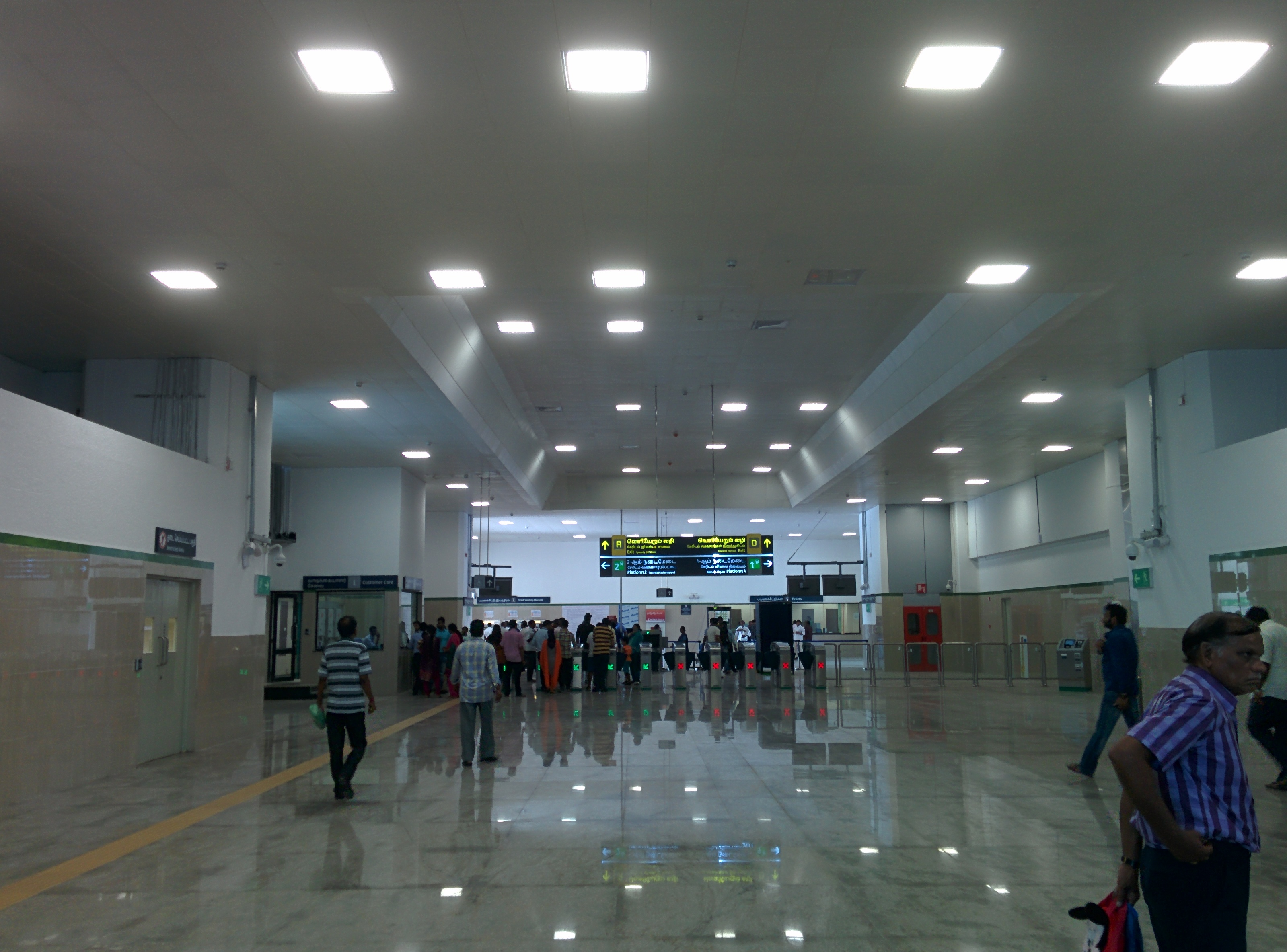
Hall d'entrée de la station Alandur
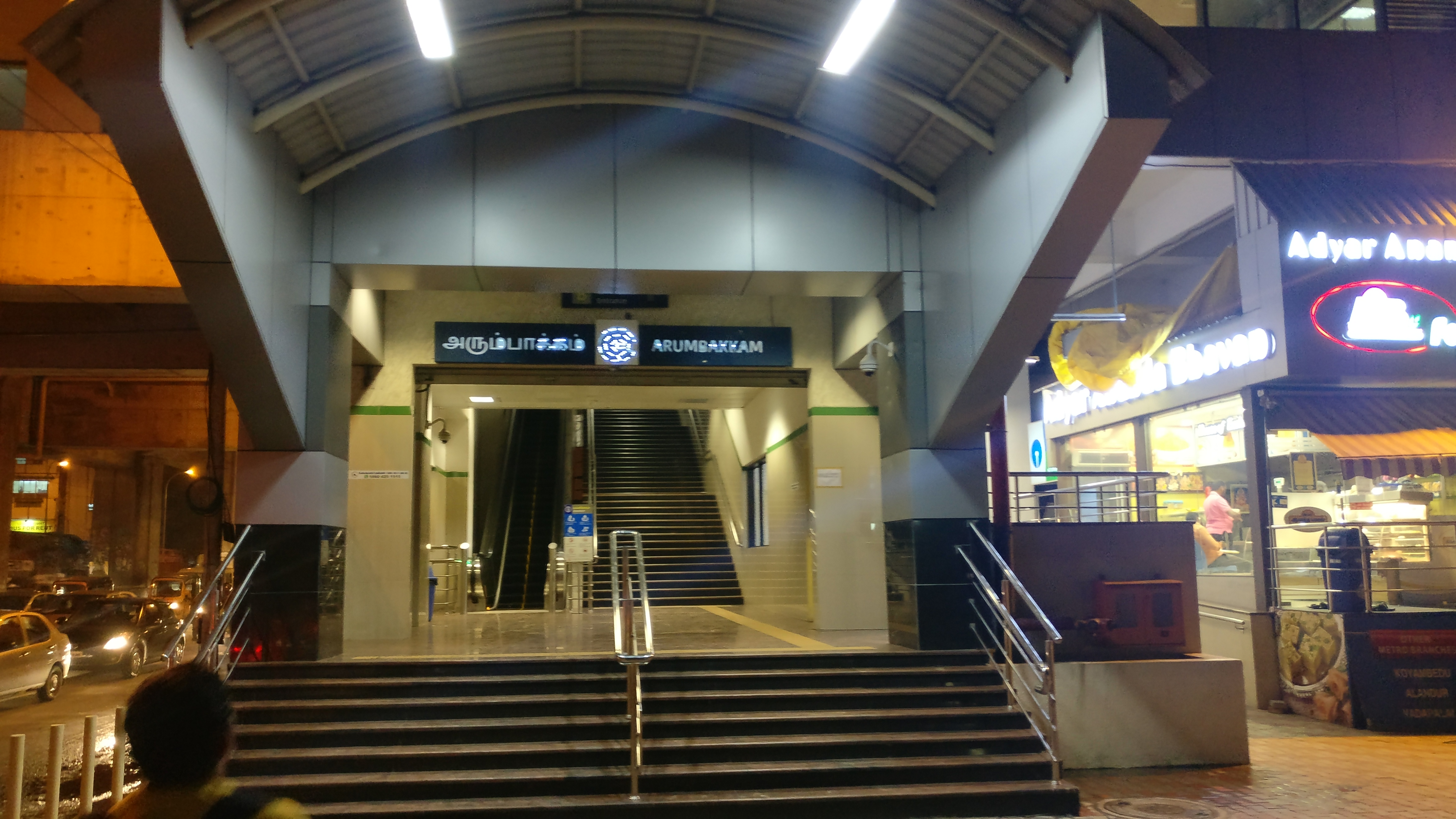
Accès à la station Arumbakkam.

## Matériel roulant

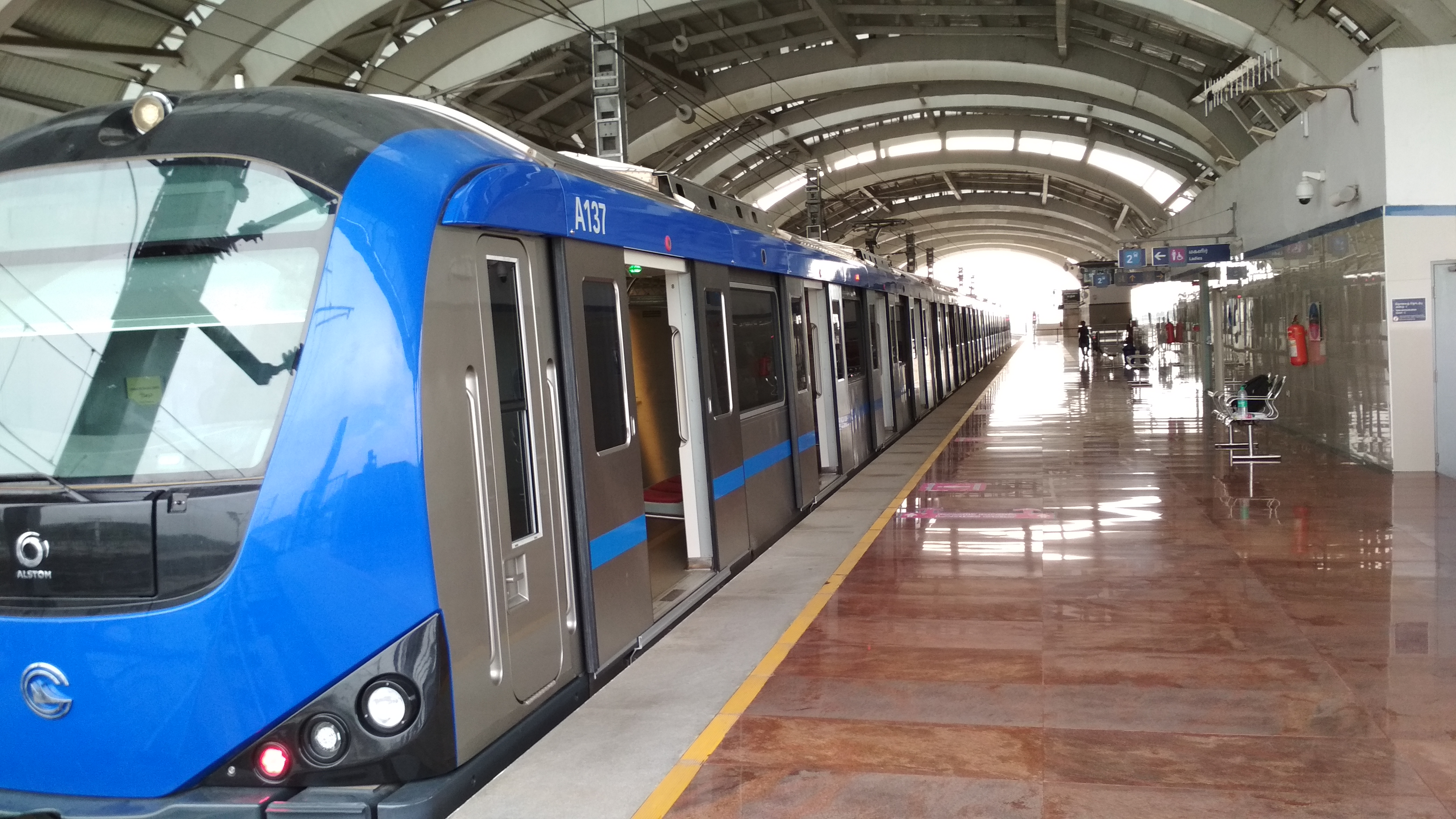
Rame de métro à l'arrêt dans une station en viaduc.

Le matériel roulant est composé de rames de 4 voitures climatisées dont une est réservée aux femmes comme cela se pratique couramment en Inde. Les rames sont alimentes en 25 kV par caténaire.

## Exploitation
Le métro circule entre 6 h du matin et 22 h. Sur la ligne bleue les rames se succèdent toutes les 5 minutes en heure de pointe et toutes les sept minutes en heure creuse. La fréquence est plus faible sur la ligne verte : dix minutes en heure de pointe et quatorze minutes en heure creuse. Le tarif des billets est proportionnel à la distance. Il est compris entre 10 et 60 roupies (0,08-0,8 euro) ce qui le met hors de portée de la majeure partie de la population de la ville (un billet de train de banlieue coute cinq roupies pour un trajet de 20 km.).

### Documentation
- (en) CMRL, Project brief, 2015, 25 p. (ISBN 978-0-387-98190-1, lire en ligne)  — Synthèse sur les caractéristiques de la phase 1 définies en 2015